# USS Ponce (LPD-15)
USS Ponce (LPD-15) – amerykański okręt desantowy typu Austin, po przebudowie pierwszy okręt wyposażony w system Laser Weapon System (LaWS).
Był ostatnią wybudowaną jednostką serii okrętów desantowo-transportowych (Amphibious Transport Dock) typu Austin, zbudowaną przez Lockheed Shipbuilding w Seattle. Okręt został wycofany ze służby 14 października 2017 roku.

## Zamówienie i budowa
Stępkę pod budowę okrętu położono 31 października 1966 roku, a zwodowano go 20 maja 1970 roku i przyjęto do służby 10 lipca 1971 roku. USS Ponce początkowo planowano wycofać ze służby w marcu 2012 roku, ale ostatecznie okręt został wiosną tamtego roku przebudowany przez Mitsubishi Heavy Industries w Norfolk dla celów patroli przeciwminowych i operacji z wykorzystaniem helikopterów. 

## Opis konstrukcji
Okręt miał pokład rufowy dla helikopterów, który mógł pomieścić 6 maszyn typu CH-46 lub trzy CH-53. Z pokładu mogły startować jednocześnie dwie maszyny. Jednostkę wyposażono w dwa działka 25 mm Mk 38, dwa 20 mm Phalanx Close-In Weapon Systems i osiem karabinów maszynowych kalibru 12,7 mm. W kwietniu 2013 roku Marynarka Wojenna zapowiedziała, że okręt będzie miejscem testowego montażu bojowego lasera Laser Weapon System (LaWS). USS „Ponce” wyposażono w laser w 2014 roku. Nowe uzbrojenie mogło niszczyć bezzałogowe maszyny latające i małe łodzie. 
Jednostka była napędzana przez system turbin parowych o mocy łącznej 24 000 koni parowych, co umożliwiało rozwinięcie prędkości 21 węzłów. 

## Patron okrętu
Okręt nazwano na cześć Juana Ponce de León, hiszpańskiego żeglarza, odkrywcy i konkwistadora.